# Campanularia nuytsensis
Campanularia nuytsensis är en nässeldjursart som beskrevs av Watson 2003. Campanularia nuytsensis ingår i släktet Campanularia och familjen Campanulariidae. Inga underarter finns listade i Catalogue of Life.